# Петровка (Немецкий национальный район)
Петровка — упразднённое село в Немецком национальном районе Алтайского края России. Точная дата ликвидации не установлена, население переселено в село Дегтярка.

## География
Село располагалось в 4 километрах к северо-западу от села Дегтярка.

## История
Основано в 1909 году, немцами переселенцами из Причерноморья. Названо по молочанской колонии Лихтфельде. До 1917 года католическое село Орловской волости Барнаульского уезда Томской губернии. Меннонитская община Орлово-Шензе. После революции центр Петровского сельсовета. В 1920-е годы действовало семеноводческое и племенное товарищество, имелась начальная школа и пункт ликбеза. В 1931 году организован колхоз «Большевик», затем отделение колхоза «Москва». Жители переселены на центральную усадьбу в село Дегтярка.

## Население[1]
| год     | 1911 | 1926 |
| ------- | ---- | ---- |
| человек | 211  | 302  |